# Álvaro d'Ors
Álvaro d'Ors (14 de Abril de 1915 – 1 de Fevereiro de 2004) foi um jurista e acadêmico espanhol, filho do filósofo espanhol Eugenio d'Ors. Foi um dos mais notáveis acadêmicos na área do Direito Romano no século XX, além de historiador, cientista político, e um dos fundadores da Universidade de Navarra. Também foi um amigo pessoal e colaborador de Carl Schmitt.
Recebeu o Doutoramento Honoris Causa da Universidade de Coimbra em 1984.

## Obras
A lista seguinte contém as principais obras de Álvaro d'Ors.
- Pré-requisitos necessários ao estudo do Direito Romano (Salamanca, 1943).
- Introdução ao estudo dos documentos do Egito Romano (Madri, 1948)
- Epigrafia jurídica da Espanha romana (Madri, 1953)
- O Código de Eurico. Edição e palingenesia (Madri-Roma, 1960).
- Papéis do ofício universitário (Madri, 1961).
- Sistema das ciências, I-IV (Pamplona, 1969-1977)
- Ensaios de ciência política (Pamplona, 1979)
- Novos papéis do ofício universitário (Madri, 1980)
- A Lei Flavia municipal. Texto e comentário (Roma, 1986)
- Direito privado romano (Pamplona, 1997)
- As questões do Africano (Roma, 1997).
- Parerga histórica (Pamplona, 1997).
- A violência e a ordem (Madri, 1998).
- A posse do espaço (Madri, 1998).
- Nova introdução ao direito (Madri, 1999).
- Crítica romanística (Santiago de Compostela, 1999).
- Direito e senso comum (Madri, 2001)
- Bem comum e inimigo público (Madri, 2002).